# Codex Maximilianeus Bavaricus Civilis
Der Codex Maximilianeus Bavaricus Civilis (CMBC; deutsch Maximilians Bayerisches Zivilgesetzbuch) von 1756 ist ein historisches bayerisches Gesetzeswerk; er wurde auch als „(Chur-) Bayerisches Landrecht“ bezeichnet. 
Er trat am 1. Januar 1900 außer Kraft, als das Bürgerliche Gesetzbuch in Kraft trat.
Er ist nicht zu verwechseln mit dem mehrteiligen Codex Maximilianeus von 1616 („Landrecht, Policey-, Gerichts-, Malefitz- und andere Ordnungen der Fürstenthumben Obern- und Nidern-Bayern“), der erstmals Rechtseinheit in Ober- und Niederbayern herstellte.

## Entstehungsgeschichte
Der Schwerpunkt der Bayerischen Gesetzgebung lag beim Landrecht und der Landesordnung. Letztere enthielt insbesondere das, was heute unter den Rechtskatalogen Straf-, Polizei- und öffentliches Recht erfasst wird; zu ihr zählen Herzog Ludwigs Landshuter Landesordnung von 1474, die Landesordnung von 1516 und deren Revision von 1553.
Die Landrechte enthielten vornehmlich privatrechtliche Normen. Das Oberbayerische Landrecht von 1346 und dessen 1518 reformierte Version enthielten kein vollständiges Privatrechtssystem nach heutiger Vorstellung. Das Landrecht von 1616 regelte große Teile des bürgerlichen Rechts; gleichwohl bestand bis ins 18. Jahrhundert das Bedürfnis nach einem in sich geschlossenen Privatrechtssystem. Der Codex Maximilianeus Bavaricus Civilis von 1756 bildete laut Helml den Höhepunkt und Abschluss dieser Entwicklung.
Maximilian III. Joseph, Kurfürst von Bayern, erbte von seinem Vater Karl Albrecht einen vom Krieg erschöpften zweitrangigen Staat, dessen Heer und Finanzen sich in einem kläglichen Zustand befanden. Maximilian III. leitete Maßnahmen ein, um die inneren Verhältnisse des Staates zu bessern und ihn leistungsfähiger zu machen. In dieser Hinsicht kann die Kodifikation als Instrument zur Kontrolle der politischen Macht verstanden werden. Die Staatsreform bedeutete aber auch eine Rechtsreform, deren unmittelbarer Anstoß (...) die 1749 und 1751 veröffentlichten Teile des Projekts des Corpus Iuris Fridericianum waren.
Der Codex Iuris Bavarici Criminalis erschien unter der Regierung des Kurfürsten Maximilian III. im Jahr 1751. Ihm folgte 1752 dazu ein Kommentar. 1753 folgte der Codex Iuris Bavarici Iudiciarii und 1754 Anmerkungen dazu. 1756 trat der umfangreichste Teil, der Codex Maximilianeus Bavaricus Civilis, in Kraft. Er umfasste vier Teile mit über 800 Paragraphen. Im Laufe der folgenden Jahre bis 1768 erschienen die fünfbändigen Anmerkungen dazu. Diese drei Gesetzbücher waren ein in sich geschlossenes Werk. Sie bildeten über mehrere Jahrzehnte hinweg die Grundlage der bayerischen Rechtsordnung. Trotz der noch altertümlichen Züge sei diese Gesetzgebung ein würdiges Vorspiel der kommenden großen Kodifikationen gewesen. 1785 erschien zusätzlich eine Wechselordnung.

## Wiguläus Xaverius Aloysius Freiherr von Kreittmayr
Die Gesetze, Kommentare und Anmerkungen entstammten vollumfänglich der Feder Wiguläus von Kreittmayrs, der seit 1749 Vizekanzler Bayerns war. Kreittmayrs Aufgabe bestand darin, das unübersichtlich gewordene Recht in Bayern in brauchbare Formen zu fassen. Berühmtheit erreicht haben Kreittmayrs juristische Werke auch als unterhaltsame Rechtslektüre, der körniger, bisweilen sogar derber Humor zugesprochen wurde.

## Der CMBC
Kreittmayrs CMBC als ältestes deutsches Privatrechtsgesetzbuch fand die ältere Gesetzgebung (wie das Landrecht von 1616.) ab. Rezipiertes römisches Recht hingegen galt hilfsweise für den Fall der Schließung von Gesetzeslücken und zur Auslegung fort. Die vorangegangenen höchsten Gerichtsentscheidungen wurden im Gesetz aufgenommen und entfalteten präjudizielle Wirkung insofern, als ihnen zwar keine gesetzesgleiche Kraft zukam, Widersprüche zu ihnen aber zu vermeiden waren. In der Praxis wurden die Bestimmungen jedoch häufig umgangen. Wichtige Merkmale des CMBC sind dessen Ausführlichkeit und dass den Quellen des gemeinen Rechts noch subsidiäre Geltung zuerkannt wurde. Der Codex enthielt wenig neues Recht, da Neuerungen im konservativen Bayern eher auf Kritik und Ablehnung gestoßen wären. Notwendige Neuerungen konnten nur behutsam angegangen werden. Innovativ war das Gesetz gleichwohl: so anerkannte es beispielsweise als erstes Gesetz das Prinzip der „direkten Stellvertretung“ und festigte damit den Vertrauensschutzgedanken. Der CMBC kann als ein Beginn aufklärerischer Reformen mit einem Mehr an Berechenbarkeit der Rechtspflege und Rechtssicherheit angesehen werden. Er galt länger, als es einen unabhängigen bayerischen Staat gab, nämlich bis 1900, als alle territorialen Zivilrechte durch das BGB abgelöst wurden. Somit wurde der CMBC zur letzten bayerischen Kodifikation des Privatrechts.
Obwohl der Codex in der Zeit des späten Naturrechts entstand und als erste umfassende Kodifikation des Naturrechtzeitalters gilt, wurden eher die Anmerkungen als der CMBC selber von naturrechtlichen Einflüssen geprägt; im CMBC selbst ist vom Naturrecht nur „[an] der Idee einer umfassenden Aufzeichnung des Rechts, [am] Versuch, dieses in ein System zu bringen, und [am] Streben nach allgemein fasslicher Formulierung“ zu spüren. Kreittmayr schien das Naturrecht zu wenig konkret und in seinen Prämissen zu willkürlich zu sein, um das römische Recht verdrängen zu können; stattdessen sollte das Naturrecht lediglich als Gerechtigkeitsmaßstab gelten. Die aus der griechischen Antike herrührende Geisteshaltung, das „Gesetzmäßige sei das Gerechte“, weil es in Sachen Gerechtigkeit keine Unterweisungsmöglichkeit gäbe, wird – erkennbar im ersten Teil des Gesetzeswerkes – übernommen (Gesetzespositivismus). Methodisch steht der Codex dem usus modernus nahe, da er das einheimische und das Gemeine Recht zu verbinden versuchte. In mancher Hinsicht knüpfte das Landrecht an die Begriffswelt von Hugo Grotius an und auf ihm aufbauend an Samuel von Pufendorf und Christian Wolff.
Der Kommentar zum CMBC, der zum Standardwerk des bürgerlichen Rechts geworden war und auch außerhalb Bayerns Verwendung fand, verfolgte drei Ziele: den CMBC auszulegen, dessen Vorschriften zu begründen und zu belegen, und ein Lehrbuch zu schaffen. Die Judikatur hat dem Kommentar gesetzesgleiche Autorität zugesprochen.